# Grave Encounters
Grave Encounters is een Canadese low budget horrorfilm uit 2011 onder regie van 'The Vicious Brothers' (Collin Minihan en Stuart Ortiz), die het verhaal ook zelf schreven. De productie heeft de vorm van een documentaire, maar is volledig fictief. De film kreeg in 2012 een vervolg, Grave Encounters 2.

## Verhaal

### Proloog
Producent Jerry Hartfield vertelt in een interview over een realityserie waaraan hij heeft meegewerkt, genaamd Grave Encounters. Deze draaide om presentator Lance Preston, die samen met zijn team onderzoek deed op plaatsen waar paranormale verschijnselen zouden zijn waargenomen. De serie stopte na vijf afleveringen, omdat de hele ploeg van Grave Encounters verdween tijdens de opnames van het zesde deel. De 76 uur aan materiaal die ze daarbij schoten, werd in 2010 gevonden en naar Hartfield gebracht. Hij vertelt dat wat hij gaat laten zien onbewerkte opnames zijn die de ploeg van Grave Encounters schoot tijdens de klus waarop ze verdween.

### Plot
Televisiepresentator Lance Preston vertelt aan een op hem gerichte camera dat hij voor het al tientallen jaren verlaten Collingwood Psychiatric Hospital staat, samen met zijn crewleden Sasha Parker, Matt White en T.C Gibson. Even later voegt ook Houston Grey zich bij de groep. Preston stelt hem voor als uitzonderlijk medium. Het team staat op het punt het gebouw te betreden, wat een grote geschiedenis heeft aan meldingen van paranormale verschijnselen. Een extra luguber feitje dat aan de historie van het Collingwood Psychiatric Hospital kleeft, is de moord op Dr. Arthur Friedkin. Hij was ooit het hoofd van de medische staf in de kliniek. In die hoedanigheid voerde hij tal van lobotomieën uit op de patiënten, tot zes van hen hem ombrachten.
Uit niet voor uitzending bestemde opnames, blijkt dat Lance en zijn ploegleden wel hopen iets paranormaals aan te treffen in het Collingwood Psychiatric Hospital, maar vooral een programma met wat spektakel willen maken. Houston acteert voor de camera met van alles in contact te staan, maar lacht buiten de takes om zijn eigen toneelspel. Wanneer de tuinman van het Collingwood Psychiatric Hospital vertelt nog nooit iets spookachtigs te hebben opgemerkt, betaalt Preston hem om dan maar iets te verzinnen. Hij heeft er zelf ook weinig vertrouwen in dat ze echt iets ongewoons gaan zien die nacht, zo blijkt.
De Grave Encounters-ploeg laat zich voorafgaand aan hun tijdelijke insluiting rondleiden door het gebouw door beheerder Kenny Sandavol. Hij vertelt op welke plekken er volgens de verhalen weleens iets voorgevallen zou zijn. Op die manier bepalen de programmamakers tien 'hotspots' waar ze camera's met nachtzicht plaatsen. Eenmaal opgesloten gaan ze zelf ook gewapend met beeld- en geluidsapparatuur het gebouw door, op zoek naar bewijzen van het paranormale. Zo lopen ze naarmate de avond vordert tegen enkele mogelijke tekenen aan, zoals een deur die plotseling achter Gibson dichtklapt en een karretje dat met veel kabaal vanuit het niets lijkt omgevallen. Wanneer 'iets' even Parkers haar optilt, hebben Houston en zij er genoeg van. Ze willen weg. Preston denkt genoeg beelden te hebben voor het programma en vertelt White daarom dat hij de camera's wel op kan halen. White ziet alleen bij één daarvan dat er een raam openstaat dat voorheen dicht was. Hij gaat op onderzoek uit en verdwijnt. De rest van de ploeg krijgt geen contact meer met hem.
Whites collega's gaan hem zoeken. Daarbij duwt 'iets' Gibson van een trap af. Hij maakt een pijnlijke smak en is daardoor helemaal klaar met de klus. Hij pakt een karretje en begint daarmee op de deur in de lobby van het gebouw in te rijden. Zodra die openvliegt, ziet hij alleen geen buitenlucht, maar een ziekenhuisgang die daar voorheen niet was. De groep zoekt een andere uitgang en denkt die te vinden, maar wanneer ze die open krijgen staan ze opnieuw voor een onverwachte ziekenhuisgang, in plaats van een doorgang naar buiten. Ook het idee om de borden naar de brandtrap te volgen loopt op niets uit. Die route eindigt bij een betonnen muur in een doodlopende hal. Verbouwereerd en gedesoriënteerd keert het viertal terug naar de lobby om te slapen en te wachten tot Sandavol ze in de morgen komt halen.
Bij het ontwaken blijkt het woord 'HELLO' in Parkers rug te zijn gekerfd. Op de radio horen ze kort White praten. Hij is blijkbaar nog in leven. De groep gaat daarom opnieuw naar hem op zoek. Ze denken hem te zien lopen, maar de gestalte die ze volgen blijkt die van een meisje in een ziekenhuishemd te zijn. Ze staat met haar rug naar de groep in de hoek van een kamer. Wanneer ze haar naderen en zij omdraait, verandert haar gezicht in een spookachtige schreeuw. De teamleden rennen in paniek weg, maar Houston kan niet volgen. Een onzichtbare kracht tilt hem op en wurgt hem. Een daaropvolgende explosie kost hem het leven.
Gibson, Parker en Preston komen er tot hun verrassing achter dat ze plotseling ID-bandjes om hun pols blijken te hebben, zoals ziekenhuispatiënten. Ook treffen ze White aan in een kamer. Hij draagt een ziekenhuishemd en slaat wartaal uit, alsof hij een patiënt van weleer is. Armen die plotseling uit de muur komen, doen het viertal vluchten. In de ruimte waarin ze belanden, staat een badkuip gevuld met bloed. Daaruit springt een verschijning omhoog die Gibson met zich mee het bad in trekt. Parker en Preston gooien de kuip om, maar van zowel de verschijning als Gibson is er geen spoor meer.
Preston stelt Parker en White voor om via de ladder in de liftschacht naar de kelder te gaan. Het gebouw om hen heen verandert steeds, zodat ze geen uitgang kunnen vinden, maar wellicht kunnen ze er wel onderdoor. Preston vindt een ijzeren staaf om de liftdeur mee open te wrikken. Hij moet zich alleen plotseling verdedigen wanneer een verschijning hem aanvalt. Parker helpt hem. Onbegeleid maakt White van de gelegenheid gebruik om de liftschacht in te springen en te pletter te vallen.
Preston en Parker klimmen de trap af naar de kelder. Daar wrikt hij met de ijzeren staaf de toegang tot een personeelstunnel open, die ze binnengaan. Parker wordt ziek en braakt bloed. De twee stoppen om even te rusten en vallen in slaap. Er komt een dikke mist over ze heen. Wanneer die optrekt, is Parker verdwenen. Preston gaat verward en moe alleen verder tot hij bij een deur komt. Nadat hij die doorgaat, bevindt hij zich in een geheime operatiekamer van wijlen Dr. Friedkin. Preston ziet tal van foto's van patiënten waarop Friedkin grove medische experimenten uitvoerde. Ook staat er een tafeltje met materialen die erop wijzen dat de dokter zich bezighield met occulte zaken en zwarte magie. Wanneer Preston zich omdraait, ziet hij verschijningen van Friedkin en verschillende operatieassistenten bezig met een ingreep. Zodra ze Preston zien, komt Friedkin naar hem toe. Zijn gezicht verandert in een spookachtige schreeuw. De camera valt, maar Prestons geschreeuw is hoorbaar. De volgende en laatste keer dat hij in beeld verschijnt, bloedt zijn oog als gevolg van een lobotomie. Hij zegt dat hij beter is, naar huis kan en afzwaait.

## Rolverdeling
- Sean Rogerson - Lance Preston
- Ashleigh Gryzko - Sasha Parker
- Merwin Mondesir - T.C. Gibson
- Juan Riedinger - Matt White
- Shawn Macdonald - Morgan Turner
- Ben Wilkinson - Jerry Hartfield
- Arthur Corber - Dr. Arthur Friedkin
- Bob Rathie - Kenny Sandavol
- Fred Keating - Gary Crawford
- Luis Javier - Javier Ortega
- Mackenzie Gray - Houston Gray